# Мело, Франсиско де
Франси́ско де Ме́ло (исп. Francisco de Melo; 1597, Эштремош — 18 декабря 1651, Мадрид) — испанский политик и военачальник, португальский маркиз Тор де Лагуна, граф Ассумар (порт.).

## Биография
Франсиско де Мело родился в 1597 году в Эштремоше; первый сын дома Константино де Браганса из рода маркизов де Феррейра. Ещё молодым был отправлен в Мадрид, где был назначен камергером королевы Исабель де Бурбон, супруги Фелипе IV. Также был придворным Фелипе, который сделал его первым графом Ассумар в Португалии и первым маркизом де Бейиска (исп.) в Кастилии. Также был назначен членом совета Португалии (порт.) и послом в Риме. С 1632 по 1636 годы — испанский посланник в Генуе.
С 1638 года — испанский вице-король Сицилии. С 1640 года — испанский посланник в Вене.
Дон Франсико де Мело находился при дворе в Вене, когда произошёл мятеж в Португалии. В противоположность своему кузену и полному тёзке коннетаблю Португалии Франсишку ди Мелу (порт.) дон Франсиско остался верен испанской короне. Получив приказ графа-герцога Оливареса получить разрешение от императора Священной римской империи на арест и заключение дома Дуарте де Браганса (порт.), который служил в это время в армии Германии, не колеблясь использовал все усилия для достижения этой цели.
В 1641—1644 годах — испанский губернатор Южных Нидерландов и командующий армией во Фландрии. Вторгшись во Францию, опустошил Шампань и осадил Рокруа. Его стремительный марш и решительные действия вызвали настоящую панику в Париже. Однако в историю Франсиско де Мело вошёл своим историческим поражением в битве при Рокруа в 1643 году, от вышедшего к нему навстречу герцога д’Энгиенского, которое впоследствии стало рассматриваться как один из ключевых этапов последующего падения Испанской империи. Это поражение полностью стёрло память об одержанной им годом ранее победе в битве при Онкуре. Также был вице-королём Арагона (исп.) с 1647 по 1649 год.

## В культуре
В кино:
- В фильме «Капитан Алатристе» в финальной сцене битвы при Рокруа его роль сыграл актёр Пако Тоус (исп.).